# NGC 1485
NGC 1485 est une petite galaxie spirale située dans la constellation de la Girafe. NGC 1485 a été découverte par l'astronome américain Lewis Swift en 1886.

## Caractéristiques
Sa vitesse par rapport au fond diffus cosmologique est de 1 012 ± 10 km/s, ce qui correspond à une distance de Hubble de 14,9 ± 1,1 Mpc (∼48,6 millions d'al).
À ce jour, cinq mesures non basées sur le décalage vers le rouge (redshift) donnent une distance de 18,300 ± 1,660 Mpc (∼59,7 millions d'al), ce qui est tout juste à l'extérieur des valeurs de la distance de Hubble. Notons cependant que c'est avec la valeur moyenne des mesures indépendantes, lorsqu'elles existent, que la base de données NASA/IPAC calcule le diamètre d'une galaxie et qu'en conséquence le diamètre de NGC 1485 pourrait être d'environ 11,1 kpc (∼36 200 al) si on utilisait la distance de Hubble pour le calculer.
La classe de luminosité de NGC 1485 est II et elle présente une large raie HI.